# Dominikanische Republik
Die Dominikanische Republik (spanisch República Dominicana) ist ein auf der Insel Hispaniola der Großen Antillen zwischen dem Atlantik und der Karibik gelegener Inselstaat. Er umfasst mit knapp zwei Dritteln (63,7 %) den Osten und die Mitte der Insel, der westliche Teil gehört dagegen zur Republik Haiti.
Die Staatsangehörigen heißen auf Deutsch Dominikaner. Die Dominikanische Republik ist leicht zu verwechseln mit der Insel Dominica, die zu den Kleinen Antillen gehört und deren Staatsangehörige Dominicaner heißen.
Der Name des Staates leitet sich von der Hauptstadt Santo Domingo ab, die wiederum nach dem Gründer des Dominikanerordens, dem heiligen Dominikus (lateinisch Dominicus), benannt ist.

## Geographie
Die Dominikanische Republik umfasst mit knapp zwei Dritteln (63,7 %) den Osten und die Mitte der Insel Hispaniola, der westliche Teil gehört zum Staat Haiti. Die Grenze zwischen den beiden Staaten erstreckt sich über 388 Kilometer. Mit einer Fläche von 48.730 km² ist die Dominikanische Republik etwas größer als Niedersachsen. Geologisch liegt die Insel Hispaniola über der Grenze zwischen Karibischer und Nordamerikanischer Platte. Dominikanische Landesnachbarn sind unter anderem die Turks- und Caicosinseln, Jamaika, Kuba und die Bahamas.

### Topografie
Die Dominikanische Republik ist weitgehend gebirgig. Relativ flach sind nur der Osten und das breite Längstal Valle Del Cibao im Norden. Die vier großen Gebirge des Landes sind:
- Cordillera Central im Zentrum der Insel mit den fünf höchsten Gipfeln der Karibik:
  - dem Pico Duarte (3101 m),
  - der Loma La Pelona (3097 m),
  - der Loma Rucilla (3039 m),
  - der Loma de la Viuda (2802 m) und
  - dem Yaque (2760 m).
- Cordillera Septentrional im Norden der Insel, höchste Erhebung 1249 m (zwischen Puerto Plata und Santiago)
- Cordillera Oriental und Costera del Caribe im Osten, höchste Erhebung 815 m (nördlich von Higüey)
- Sierra de Baoruco im Südwesten der Insel, höchste Erhebungen 2368 m (direkt an der Grenze zu Haiti) und 2085 m (westlich von Barahona)

### Klima
An der Nordküste herrscht tropisches Klima mit hoher Luftfeuchtigkeit vor; auch im Winter sinken die Temperaturen nie unter etwa 16 °C. Die Lufttemperatur liegt dort durchschnittlich bei 28 °C. Die Wassertemperaturen im Norden (Atlantik) liegen bei 24 bis 29 °C und im Süden (Karibik) bei 26 bis 31 °C.
Im Süden ist es trockener. Viele Regionen im Südwesten liegen im Regenschatten der Cordillera Central. Die Temperaturen an der Küste sind dort mit denen im Norden vergleichbar, aber im Norden ist es im Winter etwas kühler.
In den Bergen ist es kühler. In der Cordillera Central sind im Winter auch Temperaturen unter dem Gefrierpunkt möglich, zum Beispiel in der 1.200 Meter über Meer gelegenen Stadt Constanza.
Die Dominikanische Republik liegt im Wirkungsbereich tropischer Wirbelstürme (Hurrikans).
|                       | Jan  | Feb  | Mär  | Apr  | Mai  | Jun  | Jul  | Aug  | Sep  | Okt  | Nov  | Dez  |   |      |
| Mittl. Tagesmax. (°C) | 29,2 | 29,2 | 29,6 | 30,2 | 30,4 | 30,8 | 31,3 | 31,5 | 31,4 | 31,1 | 30,6 | 29,6 | ⌀ | 30,4 |
| Mittl. Tagesmin. (°C) | 19,6 | 19,7 | 20,2 | 21,1 | 22,2 | 22,9 | 22,8 | 22,7 | 22,7 | 22,3 | 21,4 | 20,3 | ⌀ | 21,5 |
|                       |      |      |      |      |      |      |      |      |      |      |      |      |   |      |
| Niederschlag (mm)     | 63   | 57   | 54   | 72   | 188  | 140  | 145  | 177  | 181  | 187  | 100  | 84   | Σ | 1448 |
|                       |      |      |      |      |      |      |      |      |      |      |      |      |   |      |
| Sonnenstunden (h/d)   | 7,4  | 8,2  | 8,3  | 8,4  | 7,9  | 7,8  | 7,4  | 7,7  | 7,4  | 6,7  | 7,3  | 6,6  | ⌀ | 7,6  |
|                       |      |      |      |      |      |      |      |      |      |      |      |      |   |      |
| Regentage (d)         | 7    | 6    | 6    | 7    | 11   | 10   | 11   | 12   | 11   | 13   | 9    | 9    | Σ | 112  |
|                       |      |      |      |      |      |      |      |      |      |      |      |      |   |      |
| Wassertemperatur (°C) | 27   | 26   | 26   | 27   | 27   | 27   | 28   | 28   | 28   | 28   | 27   | 27   | ⌀ | 27,2 |
|                       |      |      |      |      |      |      |      |      |      |      |      |      |   |      |
| Luftfeuchtigkeit (%)  | 83   | 81   | 79   | 79   | 83   | 84   | 84   | 85   | 85   | 86   | 84   | 83   | ⌀ | 83   |

| 19,6 |

| 19,7 |

| 20,2 |

| 21,1 |

| 22,2 |

| 22,9 |

| 22,8 |

| 22,7 |

| 22,7 |

| 22,3 |

| 21,4 |

| 20,3 |

| 19,6 |

| 19,7 |

| 20,2 |

| 21,1 |

| 22,2 |

| 22,9 |

| 22,8 |

| 22,7 |

| 22,7 |

| 22,3 |

| 21,4 |

| 20,3 |

### Umwelt
31,5 % der Staatsfläche gehört zu verschiedenen Naturschutzgebieten.
Die CO2-Emissionen des Landes liegen bei jährlich etwa 20,3 Mio. Tonnen. Der Süßwasserverbrauch teilt sich wie folgt auf: Landwirtschaft 89 %, Haushalte 10 %, Industrie 1 %.

### Städte
Im Jahr 2023 lebten 84 Prozent der Einwohner der Dominikanischen Republik in Städten. Die größten Städte sind gemäß einer Volkszählung im Jahr 2010:
| Rang | Name                       | Einwohner | Lage                            |
| ---- | -------------------------- | --------- | ------------------------------- |
| 1    | Santo Domingo (Hauptstadt) | 2.374.370 | Südküste                        |
| 2    | Santiago de los Caballeros | 507.418   | im Landesinneren, Norden        |
| 3    | La Vega                    | 394.205   | im Landesinneren                |
| 4    | Puerto Plata               | 321.597   | Nordküste                       |
| 5    | San Pedro de Macorís       | 290.458   | Südküste                        |
| 6    | Higüey                     | 251.243   | im Landesinneren, Osten         |
| 7    | La Romana                  | 245.433   | Südküste                        |
| 8    | San Cristóbal              | 232.769   | Agglomeration von Santo Domingo |
| 9    | San Francisco de Macorís   | 188.118   | im Landesinneren, Nordosten     |
| 10   | Los Alcarrizos             | 166.930   | Agglomeration von Santo Domingo |

### Verwaltungsgliederung
Das Land gliedert sich seit 30. Juli 2004 in zehn Regionen (regiones). Diese unterteilen sich in 31 Provinzen (provincias) und einen Nationalbezirk (Distrito Nacional), der die Hauptstadt Santo Domingo de Guzmán umfasst. Die Einwohnerzahlen in der folgenden Tabelle beziehen sich auf die Volkszählung vom Dezember 2010.
| Region                  | Fläche in km² | Einwohner 2010 | Dichte je km² | Provinzen                                                |
| ----------------------- | ------------- | -------------- | ------------- | -------------------------------------------------------- |
| Cibao Norte             | 5.454,9       | 1.516.957      | 278           | Espaillat, Puerto Plata, Santiago                        |
| Cibao Nordeste          | 4.146,2       | 624.186        | 151           | Duarte, Hermanas Mirabal, María Trinidad Sánchez, Samaná |
| Cibao Noroeste          | 4.877,6       | 394.186        | 81            | Dajabón, Monte Cristi, Santiago Rodríguez, Valverde      |
| Cibao Sur               | 4.470,3       | 710.821        | 159           | La Vega, Monseñor Nouel, Sánchez Ramírez                 |
| El Valle                | 4.759,3       | 295.362        | 62            | San Juan, Elías Piña                                     |
| Enriquillo              | 7.102,58      | 342.759        | 48            | Barahona, Baoruco, Independencia, Pedernales             |
| Higuamo                 | 5.175,3       | 561.431        | 108           | Hato Mayor, Monte Plata, San Pedro de Macorís            |
| Ozama                   | 1.393,8       | 3.339.410      | 2.396         | Santo Domingo, Distrito Nacional                         |
| Valdesia                | 5.445,27      | 973.970        | 179           | Azua, Peravia, San Cristóbal, San José de Ocoa           |
| Yuma                    | 5.439,0       | 606.323        | 111           | El Seibo, La Altagracia, La Romana                       |
| Dominikanische Republik | 48.311,0      | 9.445.281      | 196           |                                                          |

## Bevölkerung

### Demografie

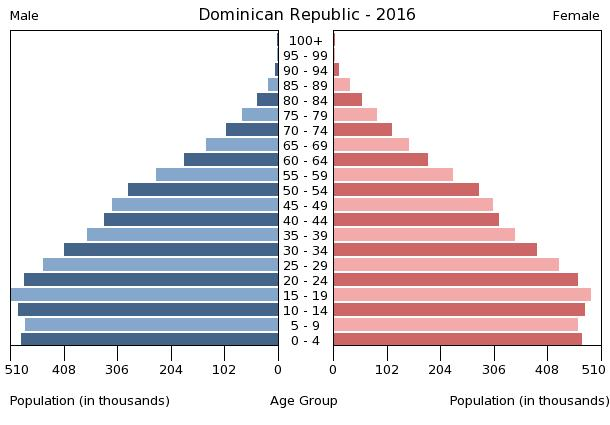
Bevölkerungspyramide der Dominikanischen Republik 2016

Die Dominikanische Republik hatte 2022 11,2 Millionen Einwohner. Das jährliche Bevölkerungswachstum betrug + 1,0 %. Zum Bevölkerungswachstum trug ein Geburtenüberschuss (Geburtenziffer: 18,1 pro 1000 Einwohner vs. Sterbeziffer: 6,1 pro 1000 Einwohner) bei. Die Anzahl der Geburten pro Frau lag 2022 statistisch bei 2,2, die der Region Lateinamerika und die Karibik betrug 1,8. Der Median des Alters der Bevölkerung lag im Jahr 2021 bei 27,1 Jahren. Im Jahr 2023 waren 26,8 Prozent der Bevölkerung unter 15 Jahre, während der Anteil der über 64-Jährigen 7,7 Prozent der Bevölkerung betrug.
| Jahr | Einwohner  | Jahr | Einwohner  |
| ---- | ---------- | ---- | ---------- |
| 1950 | 02.365.000 | 1990 | 07.184.000 |
| 1960 | 03.294.000 | 2000 | 08.563.000 |
| 1970 | 04.503.000 | 2010 | 09.898.000 |
| 1980 | 05.809.000 | 2020 | 10.848.000 |

### Bevölkerungsstruktur
Die Bevölkerung stammt im Wesentlichen von frühen europäischen Einwanderern überwiegend spanischer Herkunft, von afrikanischen Sklaven und den Taínos ab. Die Nachkommen der Sklaven stellen einen kleineren Anteil der Bevölkerung als in Haiti dar. Im Jahre 1790 waren von 125.000 Einwohnern 15.000 Sklaven, es gab aber viele Freigelassene. Analysen der mtDNA ergaben, dass in mütterlicher Linie 70 % der Bevölkerung afrikanische, 15 % europäische oder asiatische und 15 % indigene Abstammung haben.
Offiziell leben rund eine halbe Million Menschen haitianischer Herkunft in der Dominikanischen Republik, dazu illegal etwa eine weitere halbe Million Haitianer. In Sosúa ließen sich zur Zeit des Zweiten Weltkriegs rund 600 deutsche Juden nieder. In den Bergen der Cordillera Central bei Constanza sowie in der Umgebung des Lago Enriquillo gibt es japanische Kolonien (zu erkennen besonders an den (identischen) Ortsnamen „Colonia Japonesa“), ebenso nahe der haitianischen Grenze im Norden des Landes unweit Dajabón („Colonia de los Japoneses“). Ferner gibt es in der Dominikanischen Republik einige ungarischstämmige Menschen. Besonders Städte und Orte in der Nähe touristischer Gegenden (zum Beispiel Puerto Plata, Sosúa, Cabarete, Río San Juan, Samaná und Las Terrenas) haben bis zu etwa 20 % Bewohner mit Herkunft aus den USA, Kanada und Europa. Teilweise leben dort auch Exilkubaner, Chilenen und Angehörige weiterer Nationalitäten. In jüngerer Zeit sind ca. 40.000 Venezolaner in die Dominikanische Republik geflüchtet.

### Sprache
Die Landessprache ist Spanisch. In der Dominikanischen Republik leben viele Menschen haitianischer Abstammung, die haitianisches Kreolisch und teilweise auch Französisch sprechen. Im Nordosten des Landes lebt in der Stadt Samaná eine englischsprachige Minderheit von etwa 8.000 Menschen. Es handelt sich hierbei um Nachfahren ehemaliger Sklaven der USA, die sich 1824 hier niederließen. Im Süden (San Pedro de Macorís) gibt es ebenfalls eine englischsprachige Minderheit.
Von dem in Spanien gesprochenen Spanisch weicht die Sprache in der Dominikanischen Republik vielfach ab und hat einige Ausdrücke und Redewendungen aus dem Spanischen der Kolonialzeit beibehalten. Andererseits ist die Sprache stark durchmischt mit anglo-amerikanischen Ausdrücken.

### Religion

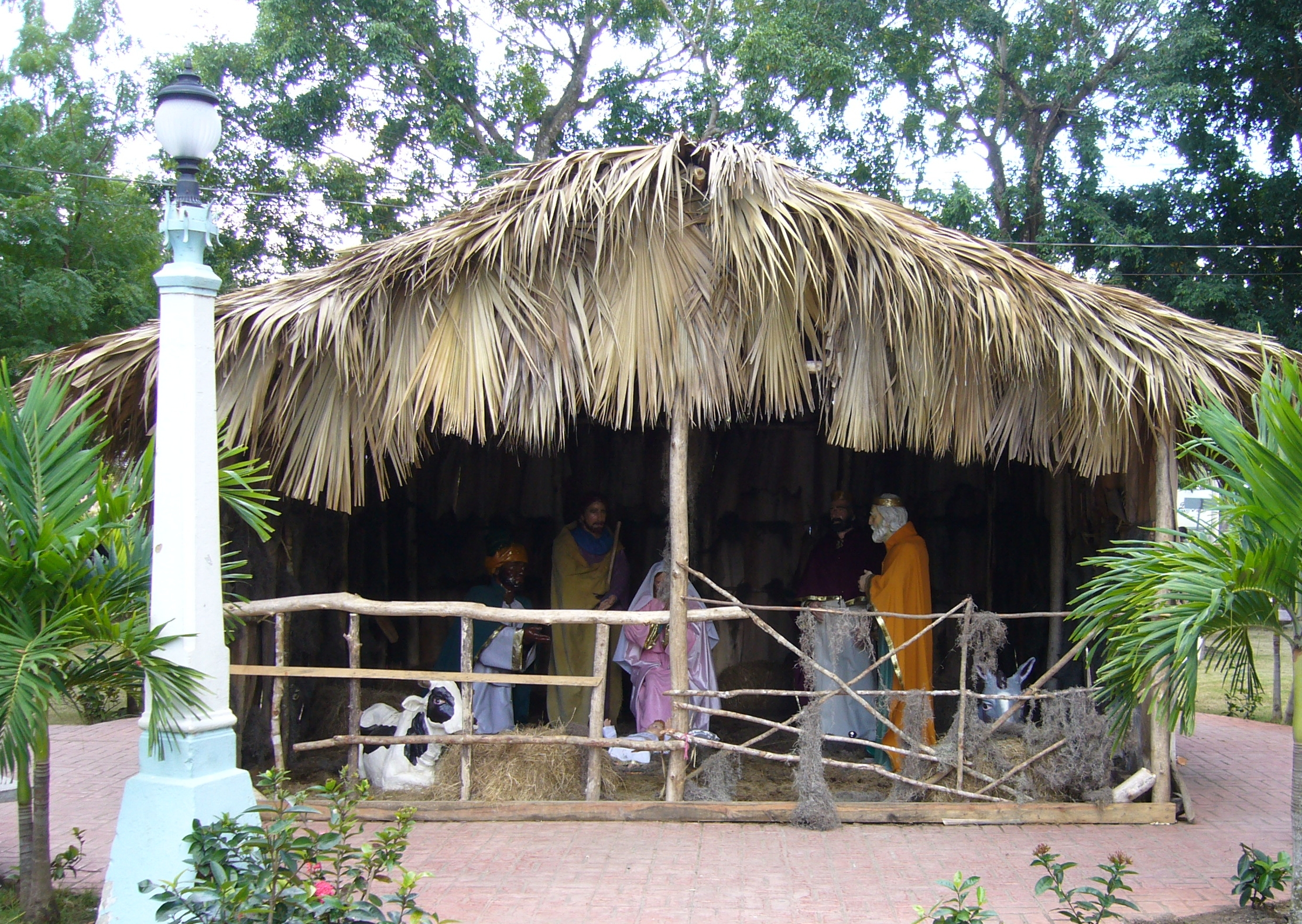
Die meisten Dominikaner sind Christen; Weihnachten ist ein wichtiger Feiertag im Land

Der Katholizismus ist in der Dominikanischen Republik nach einem Konkordat mit dem Heiligen Stuhl Staatsreligion, auch wenn Religionsfreiheit besteht. So gehörten noch Ende der 1980er Jahre über 80 % der Bewohner der römisch-katholischen Kirche an, die in diesem Land in zwei Erzdiözesen mit neun Suffragandiözesen und 250 Gemeinden gegliedert ist. Von den über 500 katholischen Geistlichen im Land gehörten ca. 70 % unterschiedlichen Orden an. Das deutsche Auswärtige Amt gibt in seinen Veröffentlichungen Anteile von etwa 75 % Katholiken, 4 % Protestanten, 1,5 % Adventisten, 2 % sonstigen christlichen Kirchen (wie zum Beispiel Zeugen Jehovas mit etwa 38.000 aktiven Mitgliedern oder die Neuapostolische Kirche mit rund 5.000 Mitgliedern) und 16 % ohne Religionszugehörigkeit an. Zahlreiche deklarierte „Katholiken“ üben allerdings eine Art von Katholizismus aus, der von afrikanischen Elementen durchzogen ist (Synkretismus). Besagte Praktiken werden unter dem Begriff brujería – „Hexerei“ – oder neuerdings auch las 21 Divisiones subsumiert. Sie werden häufig verdeckt ausgeübt und finden wenig offizielle Beachtung. Im Rahmen medialer Berichterstattung werden kreolische Glaubenspraktiken entweder als „rückständig“ oder als Folklore dargestellt, so als würde es sich dabei um bereits aus der Alltagswelt verschwundene, antiquierte Vorstellungen handeln. Ihre strukturelle Nähe zum haitianischen Voodoo liefert immer wieder Anlass zu Anfeindungen, denn das Verhältnis zwischen der Dominikanischen Republik und der ökonomisch schwächeren Nachbarrepublik gestaltet sich seit jeher höchst problematisch. Insbesondere ablehnend eingestellt sind Angehörige der privilegierteren Schichten, die sich auf kultureller, religiöser und ideologischer Ebene an Europa und den USA orientieren. Sogar unter den Praktizierenden selbst kommt es manchmal zu Glaubenskonflikten, so dass auch der Wechsel zu Pfingstkirchen häufig ist.

### Bildung

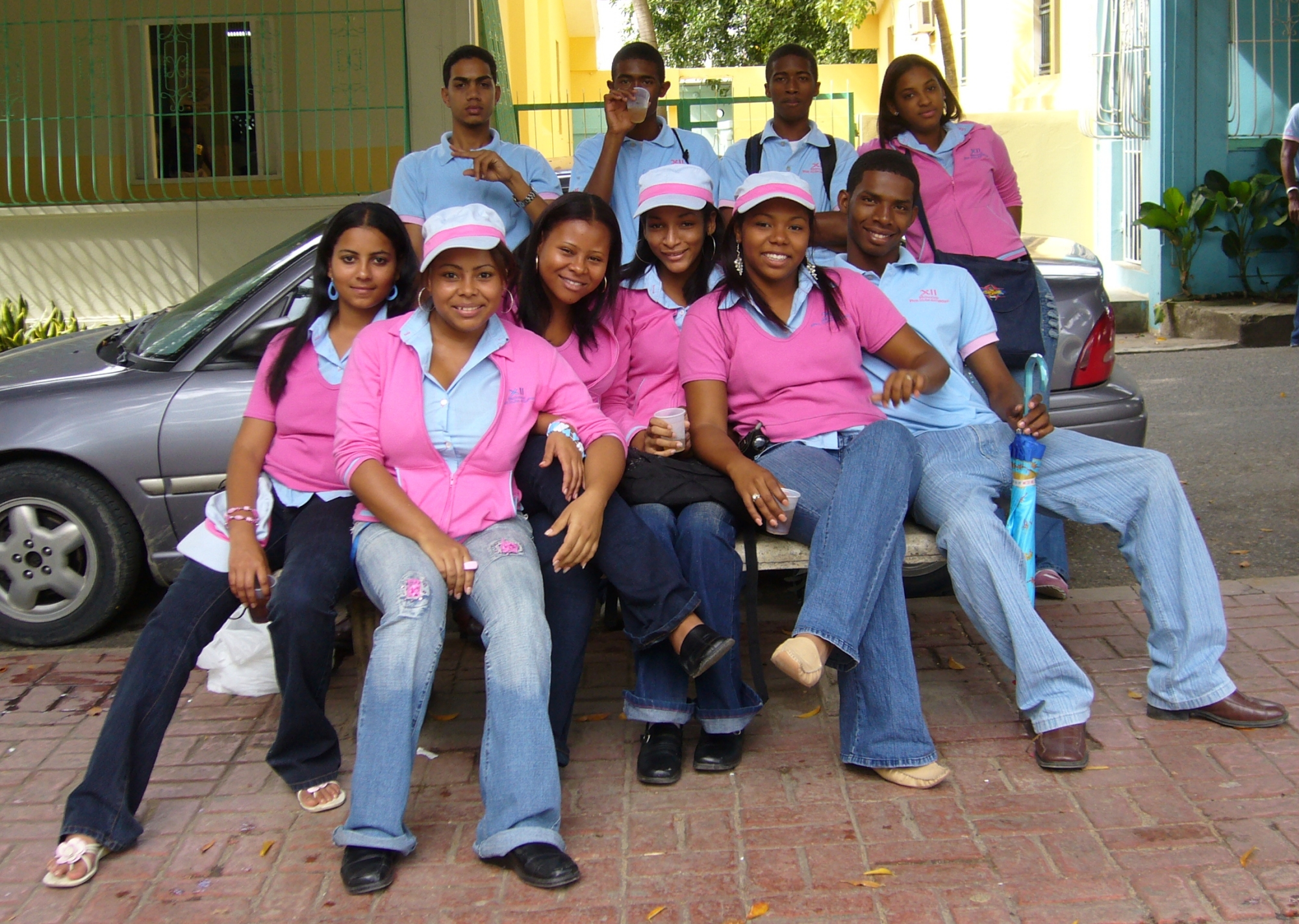
Schulklasse bei Santo Domingo in typischer Uniform

Es besteht allgemeine Schulpflicht, die jedoch nicht überall gewährleistet ist, weil gerade in ländlichen Gegenden die nächste Schule für die Kinder zu weit weg ist. Wer es sich leisten kann, was nur die wenigsten können, schickt die Kinder nicht in die staatliche Schule („escuela“), sondern auf ein privat geführtes (teures) „colegio“. Die staatlichen Schulen sind für die Kinder kostenlos, aber es muss eine für dortige Verhältnisse teure einheitliche Schulkleidung gekauft werden. Besonders Eltern mit mehreren „schulpflichtigen“ Kindern können sich die erforderliche Kleidung oft nicht leisten.
Viele Haitianer leben legal, viele auch illegal im Land. Die „illegalen“ Haitianer haben kein Recht, ihre Kinder zur Schule zu schicken, denn dafür bräuchten sie eine dominikanische Geburtsurkunde. So erhalten viele Kinder im Land keine Schulbildung. Teilweise werden diese Kinder von privaten ausländischen Organisationen ausgebildet, was zu Neid und Spannungen seitens der dominikanischen Bevölkerung führt.
Laut der Lehrervereinigung ADP gibt der dominikanische Staat statt der gesetzlich verankerten 4 nur 2,45 % des BIP pro Jahr für Bildung aus. Elf Prozent der Kinder gingen im Jahr 2011 trotz allgemeiner Schulpflicht nicht zur Schule. Laut ADP wird einer halben Million Kindern das Recht auf Bildung systematisch verwehrt.
Wie prekär die Bildungssituation ist, zeigt die PISA-Studie des Jahres 2015, die mit meist 15-jährigen Schülern mindestens der 7. Klasse durchgeführt wurde. Sie positioniert die Dominikanische Republik in Naturwissenschaften und Mathematik auf den letzten Rang der 72 teilnehmenden Staaten und Volkswirtschaften, und im Bereich Lesefähigkeit belegen die Schüler den fünftletzten Rang. Die Studie zeigte auf, dass 72,1 % der Schüler nicht das Grundkompetenzniveau der Lesefähigkeit erreichen konnten. Laut der Organisation für wirtschaftliche Zusammenarbeit und Entwicklung ist die Dominikanische Republik noch weit davon entfernt, alle Schüler mit einem Mindestmaß an Lesekompetenz auszustatten, um weitere Bildungsangebote in Anspruch zu nehmen und an einer wissensbasierten Gesellschaft teilzuhaben. Geht man davon aus, dass die Gruppe der 15-Jährigen, die die Einschlusskriterien für die Studie nicht erfüllt habe, ebenso wenig das Grundkompetenzniveau erreicht hätte, wäre die Zahl wohl noch höher. Im Bereich Mathematik genügten 90,5 % der Teilnehmer nicht den Mindestanforderungen, um an einer modernen Gesellschaft teilnehmen zu können. In Naturwissenschaften erreichten 85,7 % der Schüler nicht das erforderliche Mindestniveau, um sich in wissenschaftlichen Fragen als kritische und informierte Bürger zu engagieren.
Universitäten gibt es in Santo Domingo, Santiago de los Caballeros und in San Pedro de Macorís sowie seit Herbst 2006 in Higüey. In Santo Domingo befindet sich die älteste Universität Amerikas (1538).

### Gesundheit
Die Gesundheitsausgaben des Landes betrugen im Jahr 2021 4,9 % des Bruttoinlandsprodukts. Im Jahr 2020 praktizierten in Dominikanische Republik 19,5 Ärzte je 10.000 Einwohner. Die Sterblichkeit bei unter 5-jährigen betrug 2022 32,4 pro 1000 Lebendgeburten.
In den größeren Agglomerationen gibt es ausreichende Grundversorgung. Die staatlichen Krankenhäuser werden „Hospital“ genannt; deren Leistungen sind relativ günstig. Die hygienischen Verhältnisse sind oft prekär. Dominikanische Mediziner werden i. d. R. in Kuba sehr gut ausgebildet, haben aber oft keine ausreichende praktische Erfahrung. Eine „clínica“ ist ein privates Krankenhaus – und in der Regel deutlich teurer, deshalb für viele Dominikaner nicht bezahlbar.
Im Jahre 2011 schätzte UNAIDS, dass 44.000 Menschen (ca. 0,4 % der Bevölkerung) mit HIV infiziert sind. Sie stellte auch fest, dass die Anzahl der Neuansteckungen zwischen 2001 und 2011 um 73 % zurückging.
Abtreibungen sind in der Dominikanischen Republik und im Nachbarland Haiti verboten, werden aber sehr häufig illegal (oft von medizinischen Laien) durchgeführt, was häufig zu Todesfällen führt.
Die Lebenserwartung der Einwohner der Dominikanischen Republik ab der Geburt lag 2022 bei 74,2 Jahren (Frauen: 77,5, Männer: 71). Die Lebenserwartung stieg von 2000 bis 2022 um 6,8 %, trotz eines Rückgangs im Jahr 2020 um 0,9 %.

### Armut
Laut Angaben der Welthungerhilfe (2011) leiden 24 % der Bevölkerung an Unterernährung. Mit einem Welthunger-Index von 8,6 wird der Schweregrad des Hungers inzwischen als „niedrig“ eingestuft (Stand 2023). Seit 1990 (28 % Unterernährung, WHI 14,2) ist eine deutliche Besserung zu beobachten.
Nach der massiven Rezession von 2003, durch die viele ihren Arbeitsplatz verloren und die Armut anstieg, befand sich die Administradora de Subsidios Sociales unter großem Druck, in traditioneller Weise Grundnahrungsmittel zu den weit verstreut lebenden Bedürftigen zu bringen. Durch die zunehmend chaotische Organisation waren diese dann auch nicht immer die Empfänger der Unterstützung. Im Jahre 2004 beschloss die Regierung, von der Auslieferung von Gütern zur Auszahlung von Geldmitteln zu wechseln; das Programm Comer es primero („Essen steht an erster Stelle“) wurde ins Leben gerufen. Dies ermöglichte es den Empfängern in lokalen Geschäften Grundnahrungsmittel einzukaufen. Später kamen weitere Zusatzleistungen für schulpflichtige Kinder, Gas, Strom und Zuschüsse für alte Menschen ohne Altersvorsorge hinzu. Verwirklicht wurde das Programm über eine nicht übertragbare Guthabenkarte, tarjeta solidaridad genannt, die ausgewählten Personen zur Verfügung gestellt wurde und über die sie monatlich für einen bestimmten Betrag bestimmte Güter beziehen konnten. Im Juni 2011 waren rund 850.000 solcher Guthabenkarten im Umlauf und es wurden seit der Einführung rund 28 Mrd. Pesos (473 Mio. €) an sozialen Subventionen verteilt.
Die Arbeitslosenquote sank im Zeitraum von 2005 bis 2010 von 17,9 auf 14,3 %. Dies entspricht der Neuschaffung von rund 315.000 Arbeitsplätzen. Dennoch handelt es sich um die höchste Quote Lateinamerikas; sie liegt deutlich über dem Durchschnitt von 7,6 %.
Immer wieder versuchen einzelne Dominikaner, aus wirtschaftlichen Gründen mit überladenen Booten zur wohlhabenderen Nachbarinsel Puerto Rico zu gelangen.

### Kriminalität
In der Dominikanischen Republik wurden im Jahre 2018 1.068 Menschen ermordet, was einer Inzidenz von 10,4 pro hunderttausend Einwohner entspricht und eine Verringerung um 13,9 % zum Vorjahr ist. Dabei wurden in 49 % der Fälle Schusswaffen und in 36 % Blankwaffen verwendet. 74 % der Tötungen ereigneten sich auf offener Straße und 14 % in häuslicher Umgebung. 65 % dieser Taten hatten einen Hintergrund im Zusammenleben, wie etwa Streit (77 %) oder häusliche Gewalt (22 %), 30 % waren auf kriminelle Machenschaften zurückzuführen, wie Raub und Überfall (61 %) und Drogenhandel (30 %). Die typischen Opfer waren männlich, zwischen 20 und 39 Jahre alt und wurden am häufigsten am Wochenende zwischen 18 Uhr und Mitternacht ermordet. Durch absichtlichen Gebrauch einer Schusswaffe wurden im Jahre 2018 2.145 Personen verletzt, was einer Inzidenz von 20,9 pro hunderttausend Einwohner entspricht, jedoch 16 % weniger als noch im Vorjahr. Weitere 435 Personen wurden durch Blankwaffen verletzt.
Im Jahre 2018 wurden 78.152 Anzeigen, die sich auf Gewalt beziehen, bei der Generalstaatsanwaltschaft der Republik eingereicht. 17 % davon entsprachen geschlechtsspezifischer Gewalt, aufgeteilt auf 38 % körperliche Gewalt und 62 % psychische Gewalt. Weitere 75 % wurden durch Fälle von häuslicher Gewalt verursacht und die restlichen 8 % bezogen sich auf Sexualdelikte.
Im gleichen Jahr lag, laut Numbeo, der Kriminalitäts-Index bei 61,53, was bedeutet, dass die Befragten die Kriminalität im Land als hoch (Index 60–80) eingeschätzt haben. Bis ins Jahr 2021 hat sich der Index auf 60,14 verbessert, wobei die Dominikanische Republik unter den 135 geführten Ländern einen Rang zwischen Kenia, Belarus, Simbabwe und Guatemala belegte.
Im Jahr 2011 wurden 28,7 Morde pro hunderttausend Einwohner erfasst. 2010 waren es 24,7, im Jahr 2003 waren es 18,7.

## Geschichte
→ zur Geschichte bis zur Unabhängigkeit 1844 siehe Hauptartikel: Geschichte Hispaniolas

→ zur Geschichte des Staates „Dominikanische Republik“ siehe Hauptartikel: Geschichte der Dominikanischen Republik
Das Staatsgebiet der Dominikanischen Republik war Teil der spanischen Kronkolonie Santo Domingo. 1805 wurde das Koloniegebiet durch Haiti erobert. 1844 erkämpfte sich Santo Domingo schließlich die Unabhängigkeit. Um Rückeroberungsversuche Haitis abzuwehren, unterwarf sich die junge Republik 1861 wieder der spanischen Krone, erlangte aber bereits 1865 wieder Eigenstaatlichkeit. Nach etlichen Jahren instabiler Demokratie griff 1882 der Diktator Ulises Heureaux nach der Macht.

Marines landen unter Feuer am Strand von Santo Domingo. Copy of illustration by Dickson., ca. 1916 – NARA – 532356

Heureaux' Ermordung 1899 folgten chaotische Zustände, die in der US-Militärintervention in der Dominikanischen Republik 1916–1924 mündeten. Auch nach dem Rückzug der USA 1924 saß die demokratische Regierung noch nicht fest im Sattel. 1930 konnte sich deshalb Rafael Trujillo ins Präsidentenamt putschen. 1942 wurde das aktive und passive Frauenwahlrecht eingeführt. Nachdem Trujillo im Jahre 1961 bei einem Attentat getötet worden war, wurden 1963 Wahlen abgehalten, die der fortschrittliche Politiker Juan Bosch gewann, der aber schon nach sieben Monaten durch einen Militärputsch gestürzt wurde.
1964 brach ein Bürgerkrieg aus, dessen Ziel die Wiedereinsetzung des demokratisch gewählten Präsidenten Juan Bosch war. Als die revolutionären Kräfte kurz vor dem Sieg standen, marschierten die USA 1965 unter einem Vorwand ein und schlugen den Aufstand mit Hilfe der Organisation Amerikanischer Staaten nieder (siehe Operation Power Pack). 1966 kam es zu einer Präsidentschaftswahl und einem Rückzug der Interventionstruppen. Das Amt des Präsidenten bekleidete bis 1978 Joaquín Balaguer vom konservativen Partido Reformista Social Cristiano (PRSC), der auch zwischen 1986 und 1994 das Präsidentenamt bekleidete, sich nach Vorwürfen wegen Wahlmanipulationen und auf internationalen Druck aber 1996 zurückziehen musste und von Leonel Fernández vom liberalen Partido de la Liberación Dominicana (PLD) abgelöst wurde. Als Folge der (inzwischen wieder aufgehobenen) „Lex Balaguer“, einer Verfassungsänderung, die dem Präsidenten eine unmittelbare Wiederwahl verbietet, konnte dieser 2000 nicht mehr zur Präsidentenwahl antreten. Diese Wahl gewann Hipólito Mejía vom sozialdemokratischen Partido Revolucionario Dominicano (PRD) – abermals gegen Balaguer, der im Alter von 93 Jahren zum letzten Mal kandidierte. Die Präsidentschaftswahlen 2004 und 2008 gewann wieder Leonel Fernández. Die Präsidentschaftswahlen 2012 und 2016 gewann erneut die PLD, diesmal jedoch mit dem neuen Kandidaten Danilo Medina. Bei der Präsidentschaftswahl 2020 wurde Luis Abinader vom Partido Revolucionario Moderno (PRM), einer Abspaltung vom PRD, als Präsident gewählt.

## Politik

### Flagge
Das Blau steht für die Freiheit, das Rot für das im Freiheitskampf vergossene Blut und das weiße Kreuz für den Glauben des Volkes.
Im Zentrum auf der Fläche des weißen Kreuzes befindet sich das Wappen der Dominikanischen Republik.

### Politisches System
Nach der Verfassung von 1966 (Änderung 1994) existiert in der Dominikanischen Republik ein Präsidialsystem, in dem das Staatsoberhaupt auch das Amt des Regierungschefs bekleidet. Der Präsident wird alle vier Jahre gewählt.
Es besteht Wahlpflicht für alle Staatsbürger im Alter von 18 bis 70 Jahren. In Wirklichkeit gehen trotzdem viele nicht wählen.
Das Zweikammerparlament setzt sich zusammen aus der Abgeordnetenkammer („Cámara de Diputados“, Unterhaus) mit 190 Mitgliedern und dem Senat („Senado“, Oberhaus) mit 32 Mitgliedern. Das vereinigte Parlament aus beiden Kammern bildet den Kongress („Congreso Nacional“). Senatoren und Abgeordnete werden auf vier Jahre gewählt.
Die bedeutendsten Parteien sind der liberale Partido de la Liberación Dominicana (PLD), der sozialdemokratische Partido Revolucionario Moderno (PRM), eine Abspaltung des zuvor bedeutenden Partido Revolucionario Dominicano (PRD), und der konservative Partido Reformista Social Cristiano (PRSC).

### Politische Indizes
| Name des Index                     | Indexwert    | Weltweiter Rang | Interpretationshilfe | Jahr |
| ---------------------------------- | ------------ | --------------- | --- | ---- |
| Fragile States Index               | 60,2 von 120 | 108 von 179     | Stabilität des Landes: Warnung 0 = sehr nachhaltig / 120 = sehr alarmierend Rang: 1 = fragilstes Land / 179 = stabilstes Land | 2024 |
| Demokratieindex                    | 6,62 von 10  | 52 von 167      | Unvollständige Demokratie 0 = autoritäres Regime / 10 = vollständige Demokratie                                               | 2024 |
| Freedom in the World Index         | 68 von 100   | —               | Freiheitsstatus: teilweise frei 0 = unfrei / 100 = frei                                                                       | 2024 |
| Rangliste der Pressefreiheit       | 69,9 von 100 | 43 von 180      | Erkennbare Probleme für die Pressefreiheit 100 = gute Lage / 0 = sehr ernste Lage                                             | 2025 |
| Korruptionswahrnehmungsindex (CPI) | 36 von 100   | 104 von 180     | 0 = sehr korrupt / 100 = sehr sauber                                                                                          | 2024 |

### Militär

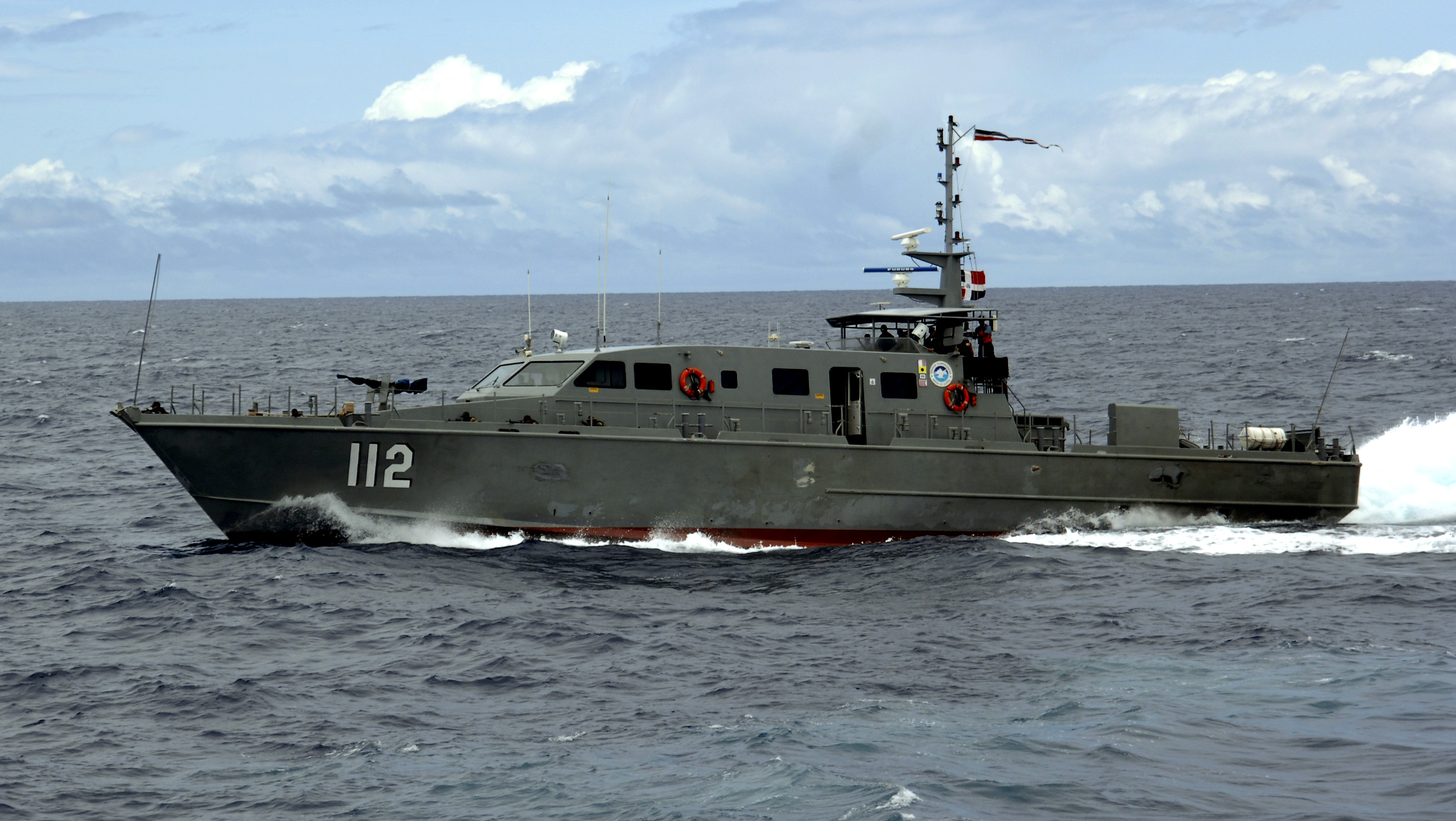
Patrouillenboot Altair (PB 112) der dominikanischen Marine

62.000 Soldaten dienten 2019 in den dominikanischen Streitkräften (Fuerzas Armadas de la República Dominicana), 33.000 davon im Heer, 17.000 bei der Luftwaffe und 12.000 in der Marine. Der Dienst ist freiwillig. Das Land gab 2022 0,7 Prozent seiner Wirtschaftsleistung oder 0,76 Mrd. US-Dollar für seine Streitkräfte aus.
Die dominikanische Armee hat 52 gepanzerte Fahrzeuge, 22 Artilleriesysteme sowie 15 Hubschrauber im Dienst. Die Luftwaffe hat 35 Luftfahrzeuge im Dienst, 25 davon sind Hubschrauber.
2007 wurden der dominikanischen Luftwaffe von den Vereinigten Staaten drei Sikorsky-S-61-Hubschrauber als Geschenk angeboten; die Luftwaffe wies das Angebot jedoch zurück, da sie die notwendigen Instandsetzungen nicht finanzieren könne.
Im selben Jahr hat die Luftwaffe angekündigt, zehn Embraer-EMB-314-Angriffsflugzeuge von Brasilien zu kaufen. Des Weiteren sind zusätzliche Radar- und Anti-Luft-Installationen geplant, um den dominikanischen Luftraum besser zu schützen.
Die dominikanische Marine hat 17 Schiffe in Dienst, darunter fünf Korvetten.
Dominikanische Soldaten waren auch bei Auslandseinsätzen alliierter Truppen (wie beispielsweise im Irak) im Einsatz. Aus dem Irakeinsatz hat sich die Dominikanische Republik aber nach kurzer Zeit wieder zurückgezogen (wie auch andere Länder, zum Beispiel Nicaragua, Honduras, Thailand oder Neuseeland).

### Immigration
Aufgrund einer Verfassungsänderung von 2010 verloren Einwohner der Dominikanischen Republik, deren Vorfahren illegal ins Land gekommen waren, ihre Staatsangehörigkeit, auch wenn sie in der Dominikanischen Republik geboren worden waren. Dies betraf vor allem Hunderttausende von Personen, deren Vorfahren aus Haiti eingewandert waren und denen auf diese Weise nachträglich die dominikanische Staatsangehörigkeit entzogen wurde. Nachdem diese Entscheidung 2013 auch gerichtlich bestätigt wurde, berief Haiti seinen Botschafter aus Protest ab. Die Vereinten Nationen prüften, ob dieses Gerichtsurteil internationales Recht verletzt. Am 23. Mai 2014 unterzeichnete Präsident Medina ein neues Gesetz, aufgrund dessen die Betroffenen die dominikanische Staatsangehörigkeit zurückbekommen werden.
Präsident Luis Abinader kündigte im Februar 2021 an, dass seine Regierung einen Grenzzaun zum Nachbarland Haiti bauen werde. Dazu erließ er im Juni 2022 ein Präsidialdekret, das es ermöglicht, die dazu nötigen Grundstücke entlang der 391 Kilometer langen Grenze zu verstaatlichen.

### Bürgerkommunikation
Im Jahr 2006 hat das präsidiale Büro für Informations- und Kommunikationstechnologie (OPTIC) ein modernes Callcenter eingerichtet, das landesweit über die Service-Telefonnummer „gob“ (Abkürzung für „gobierno“ – „Regierung“, Ziffernfolge „462“) sowie im Internet erreichbar ist. Bürger erhalten hier vielfältige Informationen in Verwaltungsangelegenheiten.

### Außenpolitik
Die Regierung der Dominikanischen Republik verfolgt eine pragmatische Außenpolitik. Der wichtigste Partner sind traditionell die USA, besonders in der (sicherheits-)politischen Zusammenarbeit. Weiterhin sind die USA Haupthandelspartner und Heimat von ca. 1,5 Mio. Dominikanern, wovon zwei Drittel im Großraum New York leben. Beide Länder haben Freihandelsabkommen geschlossen und die Dominikanische Republik gilt als US-freundliche Kraft in Lateinamerika.
Sehr komplex und nicht frei von Spannungen ist das Verhältnis zum Nachbarn Haiti, dem ärmsten Land Lateinamerikas. Das deutliche Wohlstandsgefälle führt zu anhaltender Migration in die Dominikanische Republik, wo die billigen Arbeitskräfte aus Haiti vor allem in der Landwirtschaft und auf dem Bau Arbeit finden und unverzichtbar sind. Sie werden jedoch mit Misstrauen betrachtet, nicht selten ausgebeutet, und diskriminiert. Handelsstreitigkeiten, oft kaschiert durch vermeintliche zollrechtliche, sicherheitsspezifische und andere Maßnahmen, trüben zudem das bilaterale Verhältnis. Im Grenzgebiet zwischen Haiti und der Dominikanischen Republik findet Drogen-, Waffen- und Menschenschmuggel statt.

## Wirtschaft
Die Dominikanische Republik ist ein Land mittleren Einkommens. Das Land wird zunehmend ein Produktionsstandort aufgrund der niedrigen Löhne. Die Arbeitslosenquote wird für 2017 mit 5,1 % geschätzt, allerdings ist Unterbeschäftigung weit verbreitet.
Im Global Competitiveness Index, der die Wettbewerbsfähigkeit eines Landes misst, belegt die Dominikanische Republik Platz 92 von 138 Ländern (Stand 2016). Der Index für wirtschaftliche Freiheit 2024 des Landes war der 57 höchste von 176 Ländern.
Korruption ist ein Problem in der Dominikanischen Republik.
| Jahr                                    | 2010   | 2015   | 2016   | 2017   | 2018   | 2019   | 2020   | 2021   | 2022   | 2023   |
| --------------------------------------- | ------ | ------ | ------ | ------ | ------ | ------ | ------ | ------ | ------ | ------ |
| BIP in Mrd. USD (Kaufkraftparität)      | 114,8  | 158,5  | 170,6  | 181,8  | 195,3  | 214,8  | 209,9  | 243,7  | 273,8  | 290,4  |
| BIP pro Kopf in USD (Kaufkraftparität)  | 12.109 | 15.880 | 16.937 | 17.878 | 19.024 | 20.741 | 20.092 | 23.135 | 25.777 | 27.113 |
| BIP-Wachstum (real)                     | 8,3 %  | 6,9 %  | 6,7 %  | 4,7 %  | 7,0 %  | 5,1 %  | −6,7 % | 12,3 % | 4,9 %  | 2,4 %  |
| Inflation (in Prozent)                  | 6,3 %  | 0,8 %  | 1,6 %  | 3,3 %  | 3,6 %  | 1,8 %  | 3,8 %  | 8,2 %  | 8,8 %  | 4,8 %  |
| Staatsverschuldung (in Prozent des BIP) | 37 %   | 45 %   | 47 %   | 49 %   | 50 %   | 54 %   | 72 %   | 63 %   | 60 %   | 60 %   |

- Währung: Dominikanischer Peso (RD$)
- Auslandsverschuldung: zirka 25,087 Milliarden US $ (Stand: 2017)[56] beziehungsweise 26,5 Milliarden US-Dollar nach Schätzung vom 31. Dezember 2016[57]
- Erwerbstätigkeit: Dienstleistungen 62 %, Industrie 23 %, Landwirtschaft 15 %
- Landwirtschaftliche Produkte: Zucker, Bananen, Kaffee, Kakao, Tabak, Gemüse, Reis, Kokos
- Rohstoffe: Ferronickelplatin, Gold, Silber, Zink, Larimar
- Industrie: Nahrungsmittelproduktion, Zucker, Tabak, Rum, Eisen, Stahl, Zement
- Tourismus: zwischen 3,5 und 4 Millionen Auslandsgäste (Stand 2011) mit 2 Milliarden Euro Einnahmen
- Wertpapierbörse: Bolsa de Valores de la República Dominicana

### Tourismus
Das Land wird von knapp vier Millionen Menschen pro Jahr bereist. Die Zahl der Touristen in den Jahren 2006 bis 2009 blieb konstant bei etwa drei Millionen und steigt seitdem deutlich an. 2011 kamen 3,7 Millionen Reisende ohne Wohnsitz in der Dominikanischen Republik ins Land, von denen 3,3 Millionen in Hotels unterkamen. Darunter waren ca. 182.500 Deutsche. Zunehmend stammen die Touristen aus den USA und aus Kanada. Hinzu kommen nach wie vor viele Touristen aus Europa – Skandinavien, Deutschland, Österreich, Schweiz, Italien, Spanien und den Benelux-Ländern. Zunehmend aber kommen die Touristen auch aus den ost- und zentraleuropäischen Ländern, vor allem aus Russland, Ungarn und Polen, sowie aus südamerikanischen Ländern wie Brasilien, Argentinien oder Chile und aus anderen Teilen der Welt wie zum Beispiel Südafrika, Australien, der Volksrepublik China oder Japan. Der Sektor mit dem größten Angebot in der Karibik (2016: 71.000 Hotelzimmer) wuchs 2016 um 8 %. Die Kapazitäten werden weiter ausgebaut, insbesondere im Kreuzfahrtsektor. Im Juli 2016 wurde erneut ein Besucherrekord erreicht. Die Regierung Danilo Medinas hat es sich zum Ziel gesetzt, die Touristenzahlen bis zum Jahr 2020 auf 10 Millionen Besucher zu steigern (derzeit etwa 5,5 Millionen pro Jahr).
Im ersten Halbjahr 2006 hat jeder Tourist in der Dominikanischen Republik durchschnittlich 107 US$ pro Tag ausgegeben. Die durchschnittliche Verweildauer liegt bei etwa 9,5 Tagen; was unter anderem daran liegt, dass viele US-Amerikaner und Kanadier nur ein paar Tage bleiben.
Entlang der oft kilometerlangen Palmenstrände wurden seit Ende der siebziger Jahre zahlreiche All-inclusive-Hotelanlagen gebaut. Das Land wird seit dieser Zeit von verschiedenen Reiseveranstaltern angeflogen. In den Anfangsjahren des Massentourismus entstanden Bauwerke, die nicht in das Landschaftsbild passten. Doch diese Bausünden sind größtenteils beseitigt, die heutigen Hotels passen sich harmonisch in die Landschaft ein und sind in karibischem Stil erbaut worden. Regional hat sich der Tourismus deutlich vom Norden (zwischen Puerto Plata und Samaná) in den Osten (bei Punta Cana und Bávaro) verschoben.

### Einreisebestimmungen
Für die Ein- und Ausreise in die Dominikanische Republik ist für alle Reisenden das Ausfüllen eines elektronischen Formulars, des sogenannten „E-Tickets“, zwingend erforderlich. Dieses Formular muss online über das offizielle Portal der Migrationsbehörde (Dirección General de Migración) ausgefüllt werden.
Das E-Ticket ersetzt die frühere Touristenkarte sowie die Zollerklärung und das Gesundheitsformular. Nach dem Ausfüllen wird ein QR-Code generiert, der bei der Ankunft und beim Verlassen des Landes digital oder ausgedruckt vorgezeigt werden muss. Es wird empfohlen, das Formular bereits vor Reiseantritt auszufüllen, um Verzögerungen am Flughafen zu vermeiden.
Für touristische Aufenthalte bis zu 30 Tagen benötigen deutsche Staatsangehörige in der Regel kein Visum. Erforderlich ist jedoch ein Reisepass, der für die gesamte Dauer des Aufenthalts gültig ist.

### Außenhandel
Seit 2005 ist die dominikanische Leistungsbilanz negativ. 2015 wurden Waren im Wert von etwa 18 Milliarden US-Dollar eingeführt, jedoch lediglich Posten im Wert von circa 8 Milliarden exportiert. Im Nachgang der internationalen Finanz- und Wirtschaftskrisen gingen die Importe zwar relativ stärker zurück als die Exporte, die Handelsbilanz blieb aber dennoch weiterhin deutlich im Minus. Die Ausfuhren gehen zum größten Teil in die USA (2015: 53,6 %), gefolgt von Haiti (2015: 12,1 %) und Kanada (2015: 8,4 %). Indien (2015: 6,7 %) hat Puerto Rico als viertgrößtes Exportziel in den vergangenen Jahren abgelöst. Die Einfuhren kommen ebenfalls und mit weiter steigender Tendenz überwiegend aus den USA (2015: 41,3 %), gefolgt von China (2015: 13,2 %), Mexiko (2015: 4,64 %) und Brasilien (2015: 2,3 %). Aus der EU werden 11,3 % (2015) der Waren importiert, aus Deutschland 1,8 %. Somit war Deutschland 2015 neunt-wichtigster Partner bei Importen. Mexiko und Venezuela sind vor allem für den Import von Erdöl wichtige Handelspartner, der Anteil der Importe aus Venezuela ist jedoch aufgrund der dortigen innenpolitischen Krise von 7,1 % im Jahr 2013 auf 1,6 % im Jahr 2015 stark gefallen.
In der Dominikanischen Republik werden Textilien, medizinische und pharmazeutische Artikel sowie Zigarren und, stark expandierend, auch Schuhprodukte und Lederwaren gefertigt und dann in die USA exportiert. Aufgrund der niedrigen Löhne und der politischen Stabilität ist das Land ein attraktiver Produktionsstandort.
Die Dominikanische Republik ist Mitglied der Internationalen Kakao-Organisation.

### Staatshaushalt
Der Staatshaushalt umfasste 2016 Ausgaben von umgerechnet 13,0 Mrd. US-Dollar; dem standen Einnahmen von umgerechnet 11,7 Mrd. US-Dollar gegenüber. Daraus ergibt sich ein Haushaltsdefizit in Höhe von 1,8 % des BIP. Die Staatsverschuldung betrug 2016 23,8 Mrd. US-Dollar oder 33,0 % des BIP.
2020 betrug der Anteil der Staatsausgaben (in % des BIP) folgender Bereiche:
- Gesundheit: 4,9 %
- Bildung: 4,6 %
- Militär: 0,6 % (2023)

## Infrastruktur

### Verkehr

#### Straßenverkehr

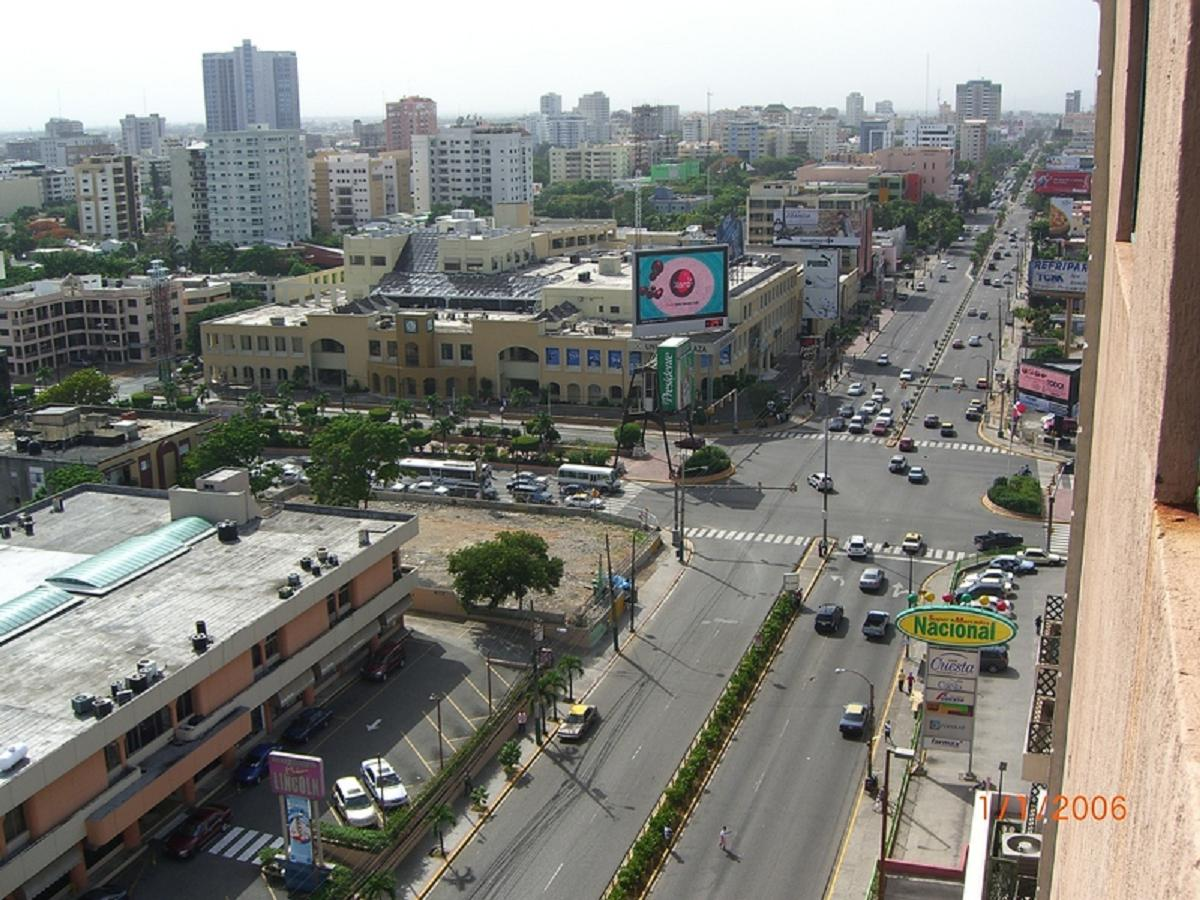
Straßenkreuzung in Santo Domingo

Das Straßennetz ist überwiegend gut ausgebaut, Autobahnen und Schnellstraßen sind meist in gutem Zustand. In ländlichen Gegenden sind Straßen oft nicht ausgebaut bzw. nicht als Straße markiert. Straßen im Landesinneren, zum Beispiel in den Bergen der Cordillera Central, sind manchmal besser ausgebaut als die viel frequentierten Straßen an der Nordküste oder die Autobahnstrecke DR-1 (Autopista Duarte) von Santo Domingo über Santiago nach San Fernando de Monte Cristi (Provinz Monte Cristi). Zunehmend gibt es Autobahnstrecken, die gebührenpflichtig sind.
Es herrscht Rechtsverkehr (ebenso wie in Haiti).
Es gibt vier Grenzübergänge zum Nachbarland Haiti:
- im Norden in der Stadt Dajabón zur haitianischen Stadt Ouanaminthe (von den Dominikanern 'Juana Méndez' genannt) im Département Nord-Est
- bei Comendador in der Provinz Elías Piña zur haitianischen Stadt Belladère im Département Centre
- bei Jimaní in der Provinz Independencia (Provinz) zwischen dem Lago Enriquillo und Étang Saumâtre (auch Lac Azuei oder Lago Azuei genannt) im Département Ouest
- im Süden bei Pedernales in der gleichnamigen Provinz zum Département Sud-Ouest

Die Straße entlang der Grenze (teilweise ist es nicht mehr als eine schmale Schotterpiste) führt im Bereich der Cordillera Central zwischen den Orten Restauración und Pedro Santana aufgrund geographischer Gegebenheiten mehrfach über haitianisches Staatsgebiet; es ist jedoch nicht möglich, auf diese Weise nach Haiti einzureisen.
Der öffentliche Personennahverkehr in den Städten Santo Domingo und Santiago de los Caballeros wird von günstigen Sammeltaxen und öffentlichen Bussen bedient. Über Land verkehren meist klimatisierte Busse regionaler Gesellschaften; Strecken zwischen großen Städten wie zum Beispiel die Strecke Santiago–Santo Domingo werden mehrfach täglich, teilweise sogar im Stundentakt gefahren. Auf der anderen Seite verkehren in den meisten Gegenden auf den Hauptstraßen auch Kleinbusse, die auch „guagua“ genannt werden, und Sammeltaxis, die „concho“, „carrito“ oder „público“ genannt werden. Beide Verkehrsmittel sind oft überladen und in schlechtem technischen Zustand, dafür jedoch preisgünstig.
Taxis ab Flughafen und in touristischen Zentren sind technisch in passablem Zustand und fahren zu teuren Festpreisen, welche meist auch an den Taxiständen angeschlagen sind. Preisbeispiel: Vom Flughafen Puerto Plata ins ca. 23 km entfernte Cabarete zahlt man umgerechnet ca. 38 US-Dollar.
In den Städten ist der Preis Verhandlungssache und passt zum einheimischen Einkommensniveau. Taxameter gibt es nicht.
Neben normalen Taxen gibt es auch Motorradtaxen („motoconcho“), ein sehr häufiger Job bei unterbeschäftigten Männern, um ihr Einkommen aufzubessern.
Alle größeren internationalen Mietwagengesellschaften sind in den Touristenzentren und in den großen Städten vertreten. Daneben gibt es lokale Vermieter, die aber häufig ältere Wagen im Angebot haben. Die Preise sind sehr unterschiedlich, die Miete vor Ort ist im Allgemeinen teurer als eine Vorreservierung zum Beispiel über Internet.
Die Anzahl der Verkehrstoten ist in der Dominikanischen Republik signifikant höher als in allen anderen Staaten Lateinamerikas und der Karibik. Sie lag 2011 bei 36,4 pro 100.000 Einwohnern (zum Vergleich: Kuba 4,7 pro 100.000, Puerto Rico 8,8 pro 100.000).

#### Luftverkehr
| Name des Flughafens                                              | IATA- Code               | ICAO- Code               | Passagiere 2012          | Passagiere 2023          | Gebiet                                           |
| Internationale Flughäfen                                         | Internationale Flughäfen | Internationale Flughäfen | Internationale Flughäfen | Internationale Flughäfen | Internationale Flughäfen                         |
| ---------------------------------------------------------------- | ------------------------ | ------------------------ | ------------------------ | ------------------------ | ------------------------------------------------ |
| Las Américas (Santo Domingo)*                                    | SDQ                      | MDSD                     | 3,1 Mio.                 | 5,2 Mio                  | Santo Domingo                                    |
| Punta Cana*                                                      | PUJ                      | MDPC                     | 4,8 Mio.                 | 9,2 Mio                  | Punta Cana                                       |
| Puerto Plata (La Unión/Gregorio Luperón)*                        | POP                      | MDPP                     | 0,7 Mio.                 | 0,7 Mio                  | Puerto Plata                                     |
| La Romana (Casa De Campo)*                                       | LRM                      | MDLR                     | 0,2 Mio.                 | 0,2 Mio                  | La Romana                                        |
| Cibao                                                            | STI                      | MDST                     | 1,1 Mio.                 | 2,0 Mio                  | Santiago de los Caballeros                       |
| El Catey (Samaná)*                                               | AZS                      | MDCY                     | 0,1 Mio.                 | 0,1 Mio                  | Provinz Samaná                                   |
| La Isabela (Higuero/Dr. Joaquín Balaguer)                        | JQB                      | MDJB                     |                          |                          | Santo Domingo (Ersatz für den Flughafen Herrera) |
| María Montez (Barahona)                                          | BRX                      | MDBH                     |                          |                          | Barahona                                         |
| Arroyo Barril                                                    | EPS                      | MDAB                     |                          |                          | Samaná                                           |
| * Diese Flughäfen werden auch direkt aus Deutschland angeflogen. |                          |                          |                          |                          |                                                  |
| Nationale Flughäfen                                              |                          |                          |                          |                          |                                                  |
| Constanza                                                        | COZ                      | MDCZ                     |                          |                          | Constanza                                        |
| Cabo Rojo                                                        | CBJ                      | MDCR                     |                          |                          | Pedernales                                       |
| Sabana de la Mar                                                 | SNX                      | MDSB                     |                          |                          | Sabana de la Mar                                 |
| San Juan de la Maguana                                           | SJM                      | MDSJ                     |                          |                          | San Juan de la Maguana                           |
| San Isidro                                                       | ZXD                      | MDSI                     |                          |                          | Militärflugplatz, Santo Domingo                  |

#### Seeverkehr
- La Haina/Santo Domingo
- La Romana
- Puerto Caucedo/Boca Chica
- Puerto Plata
- San Pedro de Macorís

#### Schienenverkehr und Seilbahnverkehr
Es gibt keine Eisenbahn für den Personentransport, sondern lediglich Strecken für den Transport von Zuckerrohr, Mais und Bananen in der Nähe von La Romana sowie zwischen Barahona und Neiba.
Seit 2009 gibt es eine erste Metrolinie in Santo Domingo, eine zweite seit 2013. Weitere Linien sind in Planung.
Von der Metrolinie 2 zweigt die Teleférico de Santo Domingo in den Nordosten der Stadt ab und bedient vier Stationen. Diese Seilbahn ist in das Tarifsystem der Metro eingebunden.

### Mobilfunk
Netztechnik: GSM 850/1800/1900. In den Städten ist die Netzabdeckung gut, in ländlichen Gegenden, vor allem in den Bergen, gibt es noch größere Lücken. Hauptnetzbetreiber sind Altice USA (früher: Orange und Tricom), Claro (früher: Verizon) und Viva. Während es in der Dominikanischen Republik eine Million Festnetzanschlüsse gibt, haben ca. 2 Millionen Personen ein Mobiltelefon (Stand 2012).

### Internet
In den großen Städten sowie in den Touristenzentren gibt es eine genügend große Anzahl an Internetcafés, auch mit Breitband-Verbindungen. Die wichtigsten Internet-Provider des Landes sind CLARO, Tricom, Aster, Centennial und France Telecom. Praktisch alle Hotels und Restaurants bieten ihren Gästen heute (zum Teil kostenlos) drahtloses Internet an. Im Jahr 2022 nutzten 84,4 Prozent der Einwohner der Dominikanischen Republik das Internet.

## Kultur

### Musik
Die Musik in der Dominikanischen Republik ist geprägt von afrikanischen und spanischen Einflüssen. Man findet in der Dominikanischen Republik vor allem folgende Musikstile im Bereich der populären Musik:
- Bachata ist eine aus der Dominikanischen Republik stammende Musikrichtung im 4/4-Takt und der dazugehörige Tanz.
- Merengue ist eine aus der Dominikanischen Republik stammende Musikrichtung im 2/4-Takt und der dazugehörige Tanz.
- Merengue Hip Hop (auch: Merengue House oder Merenhouse) ist eine Kombination aus traditioneller Merengue mit Hiphop- und House-Elementen und wurde Mitte der 90er Jahre auch außerhalb der Dominikanischen Republik populär.
- Reggaeton (spanische Schreibweise: Reguetón) mit dem dazugehörenden Tanz Perreo steht seit Anfang des 21. Jahrhunderts besonders bei den jüngeren Dominikanern sehr hoch im Kurs. Das bekannte Reggaetón-Produzentenduo Luny Tunes (Francisco Saldaña u. Víctor Cabrera), welches für die meisten der puerto-ricanischen Reggaetón-Künstler produziert, stammt aus der Dominikanischen Republik.

### Film
Die Dominikanischen Republik dient einigen ausländischen Serien und Filmen als Drehort. Auf der kleinen Insel Cayo Levantado in der Nähe der Halbinsel Samaná wurde die Fernsehserie Klinik unter Palmen gedreht. Am Río Chavón im Südosten der Insel wurden Teile der Filme Jurassic Park und Apocalypse Now gedreht.

### Folklore
Die Bruderschaft Espíritu Santo de los Congos de Villa Mella (Heiliger Geist der Congos von Villa Mella) begleitet mit Gesang, Akkordeons, Congos (Bongo-ähnlichen Trommeln) und anderen Rhythmusinstrumenten wie Claves, Güira und Rasseln Festlichkeiten an Pfingsten und anderen religiösen Feiertagen sowie Beerdigungen. Sie wurde kurz nach dem Beginn des atlantischen Sklavenhandels (1510) im 16. Jahrhundert von Sklaven gegründet und hat ihren Sitz in Villa Mella im Municipio Santo Domingo Norte, im Ballungsraum der Hauptstadt Santo Domingo. 2008 wurde der Kulturraum dieser Bruderschaft in die UNESCO-Liste des immateriellen Kulturerbes der Menschheit aufgenommen.
Im 19. Jahrhundert brachten Nachkommen von Sklaven britischer Karibikinseln die Traditionen ihrer inhaltlich und sprachlich sehr unterschiedlichen Kultur mit. Ein wesentlicher Teil davon waren Coloco-Tanzdramen, die an Weihnachten und anderen Feiertagen aufgeführt wurden und immer noch werden. Die Themen sind vielfältig und durchmischt und bringen afrikanische, britische und spanische kulturelle Elemente zusammen.
Coloco ist ursprünglich eine herabwürdigende Bezeichnung für Dunkelhäutige, Schwarze, wird aber von den Schauspieltruppen mit Stolz getragen. Diese Tradition wurde 2005 in das immaterielle Kulturerbe der Menschheit aufgenommen.

### Karneval
Der Karneval wird in der ganzen Region Cibao zelebriert, die wichtigsten Zentren sind La Vega und Santiago de los Caballeros. Er ist eines der wichtigsten Kulturereignisse des Landes und findet an jedem Sonntag des Monats Februar statt. Der Abschluss ist meistens am Nationalfeiertag, dem 27. Februar, außer der 28. Februar fällt auf einen Sonntag. In Río San Juan an der Nordküste wird zu Karneval ein Merengue-Festival mit dem Namen „Carnaverengue“ gefeiert.

### Feiertage
- 1. Januar: Neujahrstag (año nuevo)
- 6. Januar: Dreikönigstag (día de los reyes)
- 13. Januar: Nationaler Tag der Alphabetisierung (día nacional de la alfabetización)
- 21. Januar: lokaler katholischer Marien-Feiertag (día de Nuestra Señora de la Altagracia)
- 26. Januar: Tag des Gründungsvaters Juan Pablo Duarte (día del padre de la patria Juan Pablo Duarte)
- 31. Januar: Tag der Jugend (día nacional de la juventud)
- 14. Februar: Valentinstag (día de la amistad / día de San Valentín)
- 25. Februar: Tag des Gründungsvaters Matías Ramón Mella („día del patricio Matías Ramón Mella“)
- 8. März: Internationaler Tag der Frau (día internacional de la mujer)
- 9. März: Tag des Gründungsvaters Francisco del Rosario Sánchez (día del patricio Francisco del Rosario Sánchez)
- 30. März: Gedenken an die Schlacht vom 30. März 1844 (aniversario de la batalla del 30 de marzo 1844)
- 24. September: Katholischer Marien-Feiertag (día de Nuestra Señora de la Mercedes)
- 6. November: Tag der Verfassung (día de la constitución)
- 25. Dezember: Weihnachten (día de navidad)

Bewegliche Feiertage:
- Februar: Karneval (carnaval), an den Sonntagen.
- März oder April: Ostern (la semana santa – die heilige Woche)
- letzter Sonntag im Mai: Muttertag (día de la madre)

Verfassungsmässige Nationalfeiertage:
- 27. Februar: Tag der nationalen Unabhängigkeit im Jahr 1844 (día de la independencia nacional) und teilweise gleichzeitig Karneval (carnaval)
- 16. August: Tag der Restauration 1863 (día de la restauración). Tag der Amtsübergabe der Präsidentschaft in Wahljahren.

### Sport
Der Nationalsport ist Baseball. Das Land besitzt in der Liga Dominicana de Béisbol Invernal eine Profiliga.
Special Olympics Dominikanische Republik nahm mehrmals an Special-Olympics-Weltspielen teil.